# Joe Bizera
Joe Émerson Bizera Bastos (Artigas, 1980. május 17. –) uruguayi válogatott labdarúgó.

## Pályafutása

### Klubcsapatban
1999-ben a Peñarolban kezdte a pályafutását, melynek tagjaként négy bajnoki címet szerzett. 2005-ben Olaszországba szerződött a Cagliari csapatához, ahol 2008-ig játszott,d e az utolsó évben kölcsönben a Makkabi Tel-Avivnál szerepelt Izraelben. 2008-tól 2010-ig a görög PAÓK Szaloniki játékosa volt. 2010-ben rövid ideig a spanyol Albactében játszott. A 2010–11-es szezonban a Makkabi Petah Tikvát erősítette. Később szerepelt még a Bella Vista, a paraguayi Libertad, a mexikói Atlante csapatában. 2013 és 2015 között a Peñarol labdarúgója volt. 2016-ban a Liverpool Montevideo színeiben fejezte be a pályafutását. 

### A válogatottban
2001 és 2004 között 23 mérkőzésen szerepelt az uruguayi válogatottban és 1 gólt szerzett. Részt vett 2001-es és a 2004-es Copa Américán, valamint a 2002-es világbajnokságon, de nem kapott lehetőséget egyetlen mérkőzésen sem.

## Sikerei, díjai
Peñarol
- Uruguayi bajnok (4): 1999 Clausura, 1999, 2003 Clausura, 2003

Libertad
- Paraguayi bajnok (1): 2012 Clausura

Uruguay
- Copa América bronzérmes (1): 2004